# Молочний жир
Молочний жир — жирна частина молока, являє собою суміш складних ефірів (гліцеридів) трьохатомного спирту гліцерину і жирних кислот, яка знаходиться в молоці у вигляді жирових кульок. Фосфатиди і стерини зв'язані оболонками жирових кульок і частково з білками молока.

## Хімічна будова та фізико-хімічні властивості
За хімічною будовою та фізико-хімічними властивостями молочний жир поділяють на прості (гліцериди та стериди) і складні ліпіди, або ліпоїди (фосфоліпіди чи фосфатиди). Коров'яче молоко містить 3,2 – 4,5 % (97 – 95 %) простих і 0,04 – 0,06 % (2,5 %) складних ліпідів.
Склад молочного жиру змінюється в залежності від складу і раціону кормів, пори року, стадії лактації, породи тварин і ін. В складі жиру переважають насичені жирні кислоти, вміст ненасичених кислот складає влітку 34-44%, взимку — 25-33%.
До складу молочного жиру входять переважно 10 насичених і 10 ненасичених жирних кислот, а всього понад 200 жирних кислот. Між їх молекулярною масою та фізичними властивостями існує взаємозв’язок: чим нижча молекулярна маса кислоти, тим вища густина і навпаки. А від густини й молекулярної маси залежить точка плавлення кислоти. Чим більша молекулярна маса, тим вища точка плавлення.  
Кислотний вміст жиру залежить від виду тварин: найвищий вміст летких жирних кислот у коров’ячому молочному жирі. 
Хімічні та фізичні властивості молочного жиру залежать від складу жирних кислот тригліцеридів. Показники властивостей жиру називаються  числами, або константами. 

### Число Рейхерта — Мейссля
Число Рейхерта — Мейссля характеризує вміст жиру летких, розчинних у воді жирних кислот (масляної та капронової). Воно виражається кількістю  мілілітрів 0,1 н лугу, необхідного для нейтралізації в 100 мл дистиляту летких, розчинних у воді жирних кислот, відігнаних із 5 г жиру. Молочний жир, на відміну від інших жирів, має високе число Рейхерта — Мейссля — від 20 до 35, у середньому 24 – 26. Тому  за його величиною роблять висновок про натуральність молочного жиру. В інших тваринних та рослинних жирах воно дорівнює одиниці або трохи більше. Якщо величину числа Рейхерта — Мейссля помножити на 0,204, одержують відсоток масляної та капронової кислот. 

### Число Поленське
Число Поленське означає вміст летких з водяною парою, але нерозчинних у воді кислот (каприлової та капринової). Це кількість мілілітрів 0,1 н лугу, яка пішла на нейтралізацію летких, але нерозчинних у воді капронових кислот, виділених фільтруванням 110 мл  дистиляту,  відігнаного з 5 г молочного жиру. Для жиру молока воно коливається від 0,3 до 3. Добуток від множення числа Полонське на 0,286 становить  вміст летких нерозчинних у воді жирних кислот. 

### Число омилення (Кетсторфера)
Число омилення (Кетсторфера) виражається кількістю міліграмів калію гідроксиду, необхідного для омилення 1 г жиру. Воно залежить від  молекулярної маси жирних кислот. Чим більше у складі жиру високомолекулярних жирних кислот, тим менше число омилення і навпаки. Для 
молочного жиру воно коливається в межах 222 – 235. За числом омилення можна визначити молекулярну масу тригліцеридів.

### Йодне число
Йодне число дає змогу визначити кількість ненасичених жирних кислот. Виражається кількістю грамів йоду, яке зв’язується з ненасиченими жирними кислотами в 100 г молочного жиру. Для жиру коров’ячого молока йодне число коливається від 25 до 45. Вміст олеїнової кислоти визначають множенням йодного числа на 0,9. Йодне число молочного жиру залежить від стадії лактації корови, пори року, кормів. Воно  збільшується влітку і зменшується взимку. 
На фізичні властивості молочного жиру впливає його температура плавлення і застигання, коефіцієнт заломлення й густина. 

### Температура плавлення і застигання
Температура плавлення молочного жиру (за якої жир переходить з твердого стану у рідкий) становить 28 – 35 °С, а температура застигання (за якої розтоплений жир стає твердим) — 18 – 23 °С. 
Молочний жир є сумішшю тригліцеридів з різною температурою плавлення, тому його перехід у рідкий стан відбувається поступово.
Коефіцієнт заломлення молочного жиру визначають рефрактометром за температури 40 °С. При цьому вказують не значення коефіцієнта  заломлення, а число рефракції (в одиницях шкали рефрактометра). Чим більше у складі жиру високомолекулярних жирних кислот і чим більше подвійних зв’язків у їх молекулі, тим вище число рефракції. Для жиру молока число рефракції коливається від 42 до 45, що відповідає  коефіцієнту заломлення 1,453 – 1,455. 

### Густина жиру
Густину жиру визначають ареометром за температури 100°С і перераховують на температуру 20°С. Густина молочного жиру за температури 20°С — від 0,918 до 0,924 г/см³. 

#### Стан жиру в молоці
Жир у молоці міститься у вигляді жирових кульок діаметром 2,3 – 3 мкм. У теплому молоці жир перебуває у вигляді емульсії, а в холодному — суспензії.  В 1 л молока міститься близько 3 млрд жирових кульок. Величина їх має важливе технологічне  значення. Чим вони більші, тим легше відокремлюються під час сепарування. Цей показник залежить від породи, індивідуальних особливостей тварин, стадії лактації та годівлі корів. Жирові кульки в молоці не склеюються між собою через наявність навколо них стабільної адсорбційної білково-ліпідної оболонки. Злипання жирових кульок відбувається після руйнування цієї оболонки під дією механічних факторів (при збиванні вершків на масло). Молочний жир не стійкий проти впливу високих температур, світлових променів, водяної пари, кисню повітря, ферменту ліпази, розчинів лугів і кислот.

### Гідроліз (омилення) жиру
Гідроліз (омилення) жиру відбувається під впливом лугів, ферментів, води та інших факторів. Він розщеплюється на гліцерин і жирні кислоти. При лужному омиленні жиру, що набуло застосування у миловарному виробництві, утворюються гліцерин і солі жирних кислот (мило).

### Осалювання жиру
Осалювання жиру відбувається під дією сонячних променів, підвищеної температури, каталізаторів та інших факторів, які викликають насичення жиру киснем, воднем, галоїдами ненасичених жирних кислот. Олеїнова кислота в результаті осалювання перетворюється на оксикислоту — діоксистеаринову кислоту. Жир при цьому гіркне, набуває смаку старого сала, важко плавиться, а вершкове масло стає білим, як стеарин.

### Окиснення жиру
Окиснення жиру відбувається під тиском повітря, ферментів молока за наявності вологи. При окисненні утворюються альдегіди, кетони, оксикислоти. Жир набуває специфічного гіркувато-пекучого смаку й запаху, а його поверхня — жовтого кольору.

## Біологічне значення
Біологічне значення молочного жиру полягає в його енергетичній цінності, а також в участі у складних біохімічних процесах організму. Молочний жир є носієм жиророзчинних вітамінів, а також джерелом синтезу незамінних амінокислот.
Харчова цінність жиру залежить від температури плавлення. Наприклад, в овечому жирі багато стеаринової кислоти, температура плавлення якої 69,3°С, тому він важко розтоплюється. Олеїнова кислота завжди є у складі молочного жиру в значних кількостях (26 – 44 %). За звичайної температури вона рідка. Високий вміст олеїнової кислоти зумовлює м’яку консистенцію масла. Кількість лінолевої та ліноленової кислот у складі жиру збільшується при годівлі тварин лляною і конопляною макухою. Жир, який містить в собі лінолеву кислоту, сприятливо впливає на організм людини (профілактично діє проти склерозу).

### Енергетична цінність
Енергетична цінність жиру дуже висока — при розщепленні в організмі 1 г молочного жиру утворюється 9,3 ккал.  
Молочний жир разом з іншими продуктами засвоюється на 95 %, тоді як жир м'яса — лише на 90 %.  Молочний жир значно відрізняється від інших видів харчових жирів вмістом більшої кількості різних жирних кислот.